# Euphorbia elymaitica
Euphorbia elymaitica är en törelväxtart som beskrevs av Joseph Friedrich Nicolaus Bornmüller. Euphorbia elymaitica ingår i släktet törlar, och familjen törelväxter.
Artens utbredningsområde är Iran. Inga underarter finns listade i Catalogue of Life.